# دللک‌لی، قوبا
دللک‌لی (به ترکی آذربایجانی: Dəlləkli، پیش از ۲۹ دسامبر ۱۹۹۲ پتروپاولوفکا Petropavlovka) یک منطقه مسکونی در جمهوری آذربایجان است که در شهرستان قوبا واقع شده‌است. دللک‌لی ۱۰۰۲ نفر جمعیت دارد.